# Magnus Laurentii (domprost)
Magnus Laurentii var en svensk präst och domprost i Linköpings församling.

## Biografi
Magnus Laurentii blev 1522 kanik i Linköping. Han blev senare rektor och kyrkoherde i Landeryds församling, Landeryds pastorat. Laurentii blev 1531 domprost i Linköpings församling. Han fick 1529 uppdrag av kungen att förhandla vid Västgötaherrarnas uppror och deltog vid Örebro möte 1531. Laurentii fick 29 juli 1544 tillsammans med två andra kaniker en tionde av Valkebo härad, Skärkinds härad och Aska härad. De blev även försäkrade att behålla de tidigare tionde de fått. Han avled omkring 1547.